# Гулеватий Трохим Яремович
Гулеватий Трохим Яремович (1911 — 2002) — Герой Радянського Союзу (1945). У роки німецько-радянської війни командир 1-го батальйону 55-ї гвардійської танкової бригади 7-го гвардійського танкового корпусу (3-я танкова армія, 1-й Український фронт), гвардії капітан.

## Біографія
Народився 15 квітня 1911 року в селі Косанове (нині Гайсинський район Вінницької області) у багатодітній сім'ї селянина-бідняка. Закінчивши 7 класів, працював в колгоспі.
У Червоній Армії з 1931, був зарахований музикантом 331 кавалерійського полку, що базувався у Гайсині. Проходив службу командиром відділення, старшиною роти в 30-ї стрілецької дивізії, в Запоріжжі. У 1939 році Гулеватий закінчив військово-політичні курси, служив політруком стрілецької роти в  Київському військовому окрузі. Член КПРС з 1939.
У боях німецько-радянської війни з липня 1941 року. Брав участь в боях на Південно-Західному, Північно-Кавказькому, Закавказькому фронтах. У грудні 1941 був тяжко поранений. Після лікування медкомісія визнала Трохима Яремовича непридатним до подальшої служби, але пізніше він потрапляє на Північний Кавказ, бере активну участь у звільненні відомих курортних міст. Визвольний наступ тривав, в 1943 Гулеватого направляють на перепідготовку в перше Горьківське танкове училище, а потім — у Вищу Ленінградську бронетанкову школу. По її закінченню влітку 1944 він отримує танкову роту й потрапляє з нею на 1-й Український фронт.
Командир батальйону 55-ї гвардійської танкової бригади (7-го гвардійського танкового корпусу (3-я танкова армія, 1-й Український фронт) гвардії капітан Гулеватий відзначився 25 квітня 1945 в боях при оточенні і знищенні угруповання противника в Берліні. Першим в бригаді його батальйон форсував Тельтов-канал і опанував передмістя Берліна Целендорф. Відбивши 2 контратаки гітлерівців, знищив 7 зенітних знарядь і до батальйону ворожої піхоти захопивши в полон 500 солдатів і офіцерів. На світанку підсилений вогневими засобами батальйон вирушив у визначений район південніше гітлерівської столиці. Через кілька годин маршу батальйон зіткнувся з угрупуванням німецьких військ, котрі поспішали на допомогу столичному гарнізону. У важкі хвилини бою в районі стадіону особисто повів у штурмову атаку свій батальйон, виконав завдання з'єднання з частинами першого Білоруського фронту. Ворог прагнув перешкодити цьому, та не встояли фашисти під вогнем усіх видів озброєння комбата капітана Трохима Гулеватого. Бій тривав недовго, відчуваючи свою приреченість, гітлерівці здалися в полон, наказ командування було виконано..
За Берлінську операцію присвоєно високе звання Героя Радянського Союзу 27 червня 1945.
Після війни продовжував службу в Радянській армії.
З 1956 року в званні підполковника Трохим Яремович Гулеватий був звільнений у запас. Проживав і працював у Вінниці, помер 30 серпня 2002 року, похований на Центральному цвинтарі у Вінниці.

## Документи
- Гулеватий Трохим Яремович (рос) .  Подвиг народу (база даних). Архів оригіналу за 29 липня 2012. Процитовано 12 квітня 2016.
- Перелік нагород.  Подвиг народу (база даних). Архів оригіналу за 29 липня 2012. Процитовано 12 квітня 2016.
- Орден Вітчизняної війни 1 ступеня (дата наградного документа: 06.04.1985) .  Подвиг народу (база даних). Архів оригіналу за 29.07.2012. Процитовано 12.04.2016.